# مقاطعة بايك (ميزوري)
مقاطعة بايك (بالإنجليزية: Pike County)‏ هي إحدى المقاطعات في ولاية ميزوري في الولايات المتحدة الأمريكية.